# Buna N
Buna N é um copolímero de borracha sintético formado por composto de acrilonitrila (C3H3N) e butadieno (1,3-Butadieno). Pode se apresentar com diferentes nomenclaturas, tais quais NBR, borracha nitrílica e os nomes comerciais Perbunan, Nipol, Krynac e Europrene.
O NBR pertence a uma família de copolímeros insaturados de acrilonitrila e vários monômeros butadienos (1,2-Butadieno e 1,3-Butadieno).
As características básicas desse composto, embora variem conforme a composição da nitrila empregado, normalmente conferem resistência a óleos, combustíveis e outros químicos.
O aparato necessário para a produção desse composto é relativamente simples e barato, sendo essa a razão de sua produção se concentrar em países pobres onde a mão-de-obra é barata. Os maiores produtores de NBR são a China e Taiwan.

## Histórico
Os primeiros registros históricos sobre a produção da borracha nitrílica ditam do ano 1931, quando uma patente francesa registrou a polimerização de butadieno e acrilonitrilo.
Sua produção em escala industrial teve início em 1934 na cidade alemã de Leverkusen, onde, pela primeira vez, o NBR apresentou-se no mercado sob o nome de Buna N, sendo mais tarde chamado de Perbunan N.

## Síntese
A polimerização desse copolímero é feita através de um processo de emulsão, podendo ser realizado a quente ou a frio, a primeira acima de 30 graus celsius ou a segunda entre 5 e 30 graus celsius.
Nos tanques de polimerização, adicionam-se um emulsificante, monômeros de butadieno, 2-propenonitrila, catalisadores e ativadores de geração de radicais, para a produção a quente. Nesse caso, os tanques são aquecidos de 30 a 40 graus celsius para acelerar a polimerização.
Muitos monômeros podem servir para a produção do NBR e, por isso, a composição de cada NBR pode mudar. Uma única unidade repetitiva pode não ser encontrada durante toda a cadeia do polímero e, por isso, não existe um nome IUPAC para esse polímero em geral.
A seguir, as fórmulas químicas envolvidas na produção do NBR de uma forma padrão:

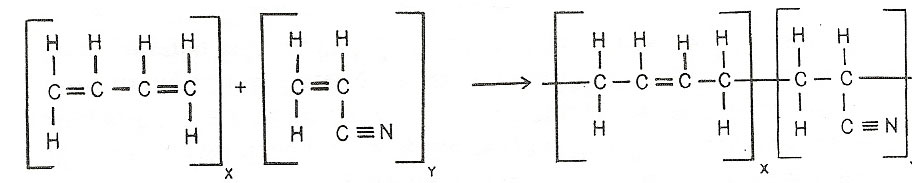
Copolimerização de butadieno e acrilonitrilo para obtenção do NBR

Os processos da produção do NBR a frio são muito similares aos a quente, seguindo apenas a diferença de temperatura. A diferença, nesse caso, do processo a frio se dá no menor número de ramificações na forma do NBR feito a frio, sendo essa característica a que define a diferença do NBR frio para o NBR quente.
Os tipos do NBR distinguem-se, também, pelo maior ou menor volume de acrilonitrilo empregado, que pode variar de 18 a 51%. Muitos parâmetros podem ser variados na produção desse polímero, o que garante uma variedade nos graus comerciais disponíveis. São alguns desses parâmetros:
1. Teor em acrilonitrilo, que varia não só sua resistência ao óleo e à gasolina mas também sua flexibilidade a baixas temperaturas.
2. Temperatura de polimerização que define os nitrimos quentes e frios.
3. Modificador da cadeia nas suas ramificações, que determina alteração na viscosidade e processamento.
4. Estabilizador, que confere diferenças na cor e na estabilidade durante a armazenagem.
5. Misturas com outros polímeros, como o PVC, gerando borrachas conhecidas como NBR/PVC.

As formulações do NBR envolvem a adição de certos aditivos. A adição de antioxidantes, por exemplo, vai depender da função da peça de borracha que se quer produzir. Quando se permite a utilização de antioxidante manchante, usa-se tipos amina; para não-manchante, fosfatos ou derivados do fenol. O NBR não é resistente ao ozônio, sendo necessário antiozonante para sua proteção. Os plastificantes são utilizados para melhorar o processo e as propriedades a baixa temperatura, sendo possíveis o uso de éster, óleos aromáticos e derivados polares. Para o NBR, ésteres orgânicos são utilizados para obter melhor flexibilidade; resinas de cumarona para manter tensão de rotura e melhorar a adesividade; ésteres poliméricos quando a resistência a alta temperatura é necessária.
A borracha de NBR necessita, em especial, da adição de negro de carbono ou sílica para que os valores de tensão de rotura, rasgamento e resistência à abrasão sejam bons.

## Propriedade
O NBR em estado bruto é amarelo, também podendo ser laranja ou vermelho, dependendo de seu produtor. Ele consegue alongar-se até romper-se cerca de 300%. Sua resistência à óleos minerais, vegetais, petróleo, benzeno, ácidos e alcalinos é alta.
Um importante fator nas propriedades do NBR é a razão de grupos acrilonítricos e butadiênicos no fim da cadeia do polímero. Quanto menor o teor em acrilonitrilo, menor é a temperatura de transição vítrea; no entanto, quando maior esse teor, melhor é a sua resistência à solventes não-polares. Quanto mais grupos nitrila no polímero, maior é sua resistência à óleos e menor é sua flexibilidade. O teor normalmente utilizado de ACN (acrilonitrilo) é de 33%.
Uma das principais propriedades da borracha de NBR é sua resistência ao óleo, o que confere menor aumento de volume (menor inchamento) dos provetes de NBR quando submetidos nos líquidos referidos. Nesse contexto, pode-se afirmar que quanto maior for o conteúdo aromático do óleo ou combustível no qual o NBR será submergido, maior será o inchamento, ou variação de volume.
A combinação do NBR com cargas reforçantes, negro de carbono ou sílica permite a obtenção de borrachas com excepcionais propriedades físicas. A resistência à deformação é obtida em função, principalmente, do conteúdo de ACN e do sistema de vulcanização escolhido.
A elasticidade é outra propriedade que merece destaque. Quanto menor for o teor de ACN ou a presença de negros de carbono e plastificantes do tipo éster, maior é essa propriedade. A resistência à abrasão dos vulcanizados de NBR com cargas reforçantes é 30% maior que os vulcanizados de NR e 15% superior aos de SBR. A dureza no NBR mantém-se constante na faixa de temperatura 70 a 130 graus celsius. Já a tensão de rotura é menor com o aumento da temperatura. A resistência elétrica do NBR não é considerável uma vez que ele é um semi-condutor e pouco adaptável, por isso, a funções de isolamento elétrico. A borracha nitrílica é mais resistente ao ozônio, envelhecimento e intempéries que a borracha natural (NR), embora ainda seja uma resistência fraca.

## Aplicações
Por conta da sua boa resistência a baixa temperatura, ao óleo, aos combustíveis, aos solventes e sua alta resistencia por conta do acrilonitrilo, o NBR é aconselhado para uma variedade de aplicações.
Dentre essas aplicações: luvas sem látex, cinta de transmissão automotiva, mangueiras, anéis de vedação, juntas mecânicas, vedação a óleo, couro sintético, conexão de cabos etc. O látex de NBR também pode ser utilizado como adesivo e pigmento.

Por conta de sua resistência a óleos, seu uso típico se dá na fabricação de tubos para aplicações hidráulicas e pneumáticas, em correias transportadoras, material de fricção, cobertura de rolos, solado de segurança em calçados.